# 派亞茨 (伊利諾伊州)
派亞茨（英語：Pyatts）是位於美國伊利諾伊州佩里縣的一個非建制地區。該地的面積和人口皆未知。

## 地理
派亞茨的座標為38°00′11″N 89°22′16″W / 38.00306°N 89.37111°W，而該地的平均海拔高度為126米（即413英尺）。